# Adimir Antônio Mazali
Adimir Antonio Mazali (Corbélia, Paraná, 16 de maio de 1966), é um sacerdote católico brasileiro, Bispo da Diocese de Erexim, Rio Grande do Sul.

## Biografia
Nasceu em Ouro Verde do Piquiri, município de Corbélia, no Paraná, em 16 de maio de 1966, filho de Mario Mazali e Leonor Maggioni Mazali. Fez seus estudos primários em Ouro Verde e o ensino médio em Corbélia, onde concluiu o Curso de Técnico em Contabilidade. Ingressou no Seminário Maria Mãe da Igreja, em Toledo, onde formou-se em Licenciatura em Filosofia, na Faculdade de Ciências Humanas Arnaldo Busato, entre os anos de 1986 a 1988.
Em fevereiro de 1979, foi para Curitiba, na Comunidade dos Seminaristas do Oeste do Paraná, onde cursou Teologia, no Studium Theologicum, até novembro de 1992. Foi ordenado diácono em 12 de junho de 1992, na Paróquia Nossa Senhora da Penha, de Corbélia, e no dia 5 de dezembro do mesmo ano recebeu a ordenação presbiteral, pelas mãos de Dom Armando Círio, então arcebispo emérito da Arquidiocese de Cascavel.
Em 12 de dezembro de 1992, foi trabalhar como Diretor Espiritual e Promotor Vocacional no Seminário Menor São José, em Cascavel, até agosto de 1999. De fevereiro de 1995 a maio de 1996, colaborou como vigário da Paróquia Imaculado Coração de Maria, Bairro Periolo. Em agosto de 1996 , assumiu como Administrador da Paróquia Nossa Senhora do Caravággio, no Jardim Maria Luiza, também em Cascavel.
Em agosto de 1999, foi enviado à Roma, residindo no Colégio Pio Brasileiro, onde fez o Mestrado em Teologia Patrística e História da Teologia,na Pontifícia Universidade Gregoriana. Ao retornar, em setembro de 2001, foi Administrador do Santuário Diocesano Nossa Senhora da Salette, em Braganey, até dezembro de 2002.
Em fevereiro de 2002, assumiu como Reitor do Seminário Maior Nossa Senhora de Guadalupe, em Cascavel, onde atuou até janeiro de 2009. Foi Diretor Espiritual no Seminário Propedêutico em Corbélia nos anos de 2005 e 2006. De 2002 a 2005, foi professor no CINTEC – Centro Interdiocesano de Teologia de Cascavel, e de 2005 a 2018 na Famipar – Faculdade Missioneira do Paraná, em diversas áreas da Teologia, especialmente Patrologia, História da Igreja Antiga, Estágio Pastoral e Comunicação e Homilética. Também foi Secretário Acadêmico de 2006 a 2009, e diretor da Famipar de 2009 a 2019.
Atuou como pároco na Paróquia Nossa Senhora de Fátima, no Bairro Cancelli, de 1 de fevereiro de 2009 a 9 de janeiro de 2016. Na Arquidiocese foi responsável pela formação do Ministros da Sagrada Comunhão, participou do Conselho de Presbíteros do Colégio de Consultores, do Conselho Econômico, do Conselho de Formadores e do Conselho Pastoral. Foi representante do Clero e presidente da Associação do Clero Secular.
Em 2014, foi nomeado Assessor Diocesano da Pastoral Familiar e, em 2018, no Regional Sul 2. A partir de 10 de janeiro de 2016, foi pároco da Catedral Metropolitana de Cascavel.
Foi nomeado Bispo da Diocese de Erexim, em 15 de abril de 2020 e, em 20 de junho do mesmo ano recebeu a Ordenação Episcopal, pelas mãos do Arcebispo Metropolitano Dom Mauro Aparecido dos Santos.